# Genista sanabrensis
Genista sanabrensis là một loài thực vật có hoa trong họ Đậu. Loài này được Valdes Brem. & al. miêu tả khoa học đầu tiên.